# Egon Zimmermann

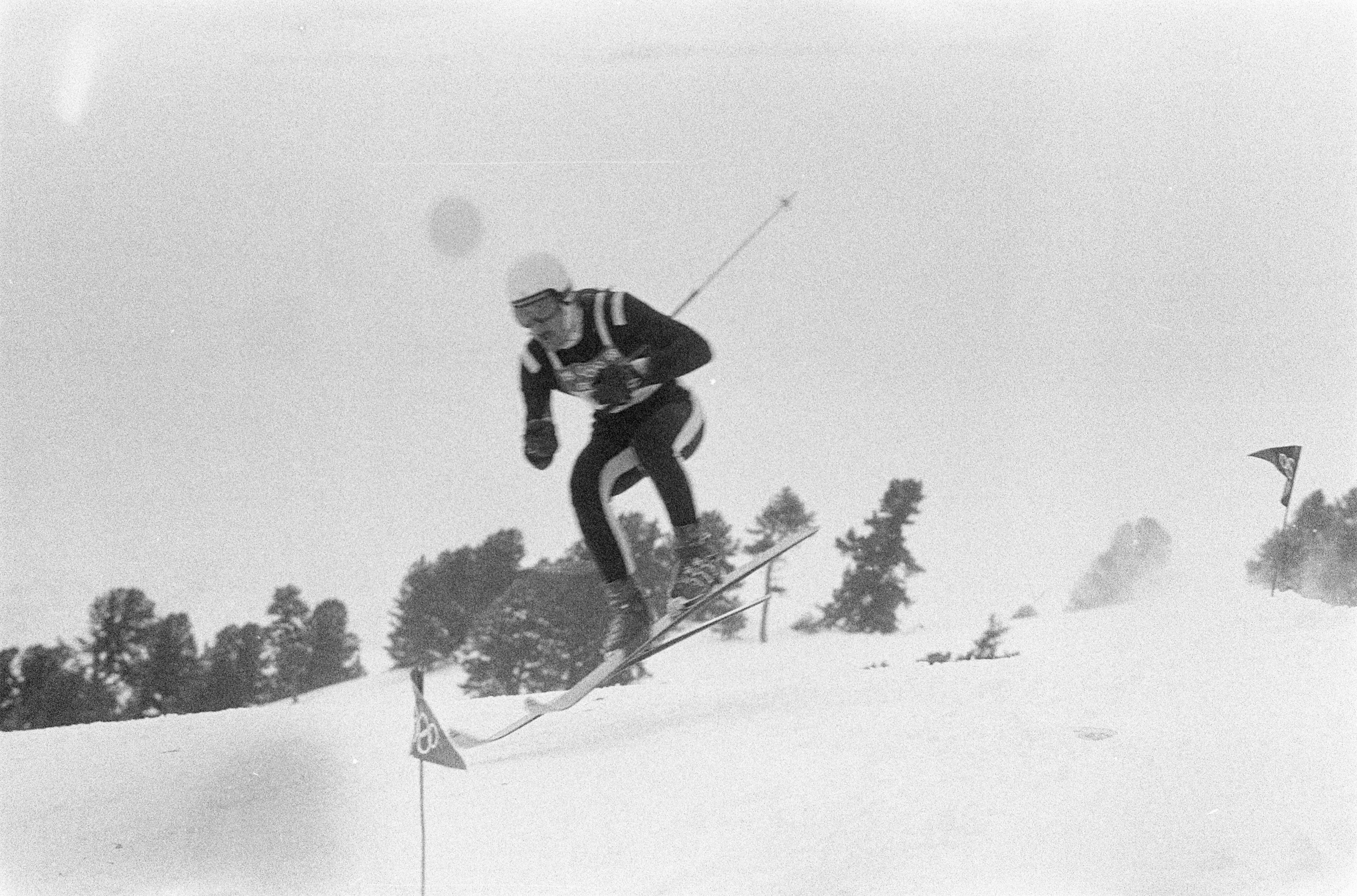
Zimmerman under olympiska spelen

Egon Zimmermann, född 8 februari 1939 i Lech am Arlberg, död 23 augusti 2019 i Lech am Arlberg, var en österrikisk alpin skidåkare.
Han skördade sina stora framgångar under 1960-talet, och blev olympisk mästare i störtlopp vid vinterspelen 1964 i Innsbruck.
Han var tidigare gift med friherrinnan Charlotte Klingspor (1950–2005), väninna till drottning Silvia av Sverige, och han var vän med det svenska kungaparet.